# Wahlkreis Offenbach Land III
Der Wahlkreis Offenbach Land III (Wahlkreis 46) ist ein Landtagswahlkreis im hessischen Landkreis Offenbach. Der Wahlkreis umfasst die Städte und Gemeinden Hainburg, Mainhausen, Rodgau, Rödermark und Seligenstadt im Osten des Landkreises.
Wahlberechtigt waren bei der letzten Landtagswahl 84.140 der rund 113.000 Einwohner des Wahlkreises. Der Wahlkreis gilt als CDU-Hochburg.

## Wahl 2023
| Gegenstand der Nachweisung | Gegenstand der Nachweisung | Erst- stimmen | Erst- stimmen | Zweit- stimmen | Zweit- stimmen |
| Bewerber                   | Partei                     | Anzahl        | %             | Anzahl         | %              |
| -------------------------- | -------------------------- | ------------- | ------------- | -------------- | -------------- |
| Wahlberechtigte            | Wahlberechtigte            | 84.140        | 84.140        | 84.140         | 84.140         |
| Wähler                     | Wähler                     | 58.09         | 58.09         | 58.09          | 69,5           |
| Ungültige Stimmen          | Ungültige Stimmen          | 856           | 1,5           | 780            | 1,3            |
| Gültige Stimmen            | Gültige Stimmen            | 57.653        | 98,5          | 57.729         | 98,7           |
| davon                      |                            |               |               |                |                |
| Frank Lortz                | CDU                        | 22.643        | 39,3          | 22.016         | 38,1           |
| Mahfooz Malik              | GRÜNE                      | 8.320         | 14,4          | 8.445          | 14,6           |
| Ann-Sophie von Wirth       | SPD                        | 6.983         | 12,1          | 6.734          | 11,7           |
| Jochen Roos                | AfD                        | 9.385         | 16,3          | 10.231         | 17,7           |
| René Rock                  | FDP                        | 3.682         | 6,4           | 3.231          | 5,6            |
| Fabian Kalbskopf           | Die Linke                  | 1.153         | 2,0           | 1.098          | 1,9            |
| Hagen Oftring              | Freie Wähler               | 3.601         | 6,2           | 2.630          | 4,6            |
| Paula López Vicente        | Tierschutzpartei           | 1.886         | 3,3           | 1.276          | 2,2            |
|                            | Die PARTEI                 | –             | –             | 442            | 0,8            |
|                            | Piraten                    | –             | –             | 204            | 0,4            |
|                            | ÖDP                        | –             | –             | 120            | 0,2            |
|                            | P. f. schulm. Verjf.       | –             | –             | 35             | 0,1            |
|                            | V-Partei³                  | –             | –             | 234            | 0,4            |
|                            | PdH                        | –             | –             | 71             | 0,1            |
|                            | ABG                        | –             | –             | 137            | 0,2            |
|                            | APPD                       | –             | –             | 30             | 0,1            |
|                            | Basis                      | –             | –             | 281            | 0,5            |
|                            | DKP                        | –             | –             | 36             | 0,1            |
|                            | DIE NEUE MITTE             | –             | –             | 26             | 0,0            |
|                            | Volt                       | –             | –             | 342            | 0,6            |
|                            | Klimaliste                 | –             | –             | 110            | 0,2            |

## Wahl 2018
| Gegenstand der Nachweisung | Gegenstand der Nachweisung | Wahlkreis- stimmen | Wahlkreis- stimmen | Landes- stimmen | Landes- stimmen |
| Kreiswahlbewerber/in       | Partei                     | Anzahl             | %                  | Anzahl          | %               |
| -------------------------- | -------------------------- | ------------------ | ------------------ | --------------- | --------------- |
| Wahlberechtigte            | Wahlberechtigte            | 84.278             | 100,0              | 84.278          | 100,0           |
| Wähler                     | Wähler                     | 60.413             | 71,7               | 60.413          | 71,7            |
| Ungültige Stimmen          | Ungültige Stimmen          | 1.357              | 2,2                | 1.329           | 2,2             |
| Gültige Stimmen            | Gültige Stimmen            | 59.066             | 100,0              | 59.084          | 100,0           |
| davon                      |                            |                    |                    |                 |                 |
| Frank Lortz                | CDU                        | 19.091             | 32,3               | 17.573          | 29,7            |
| Ralf Kunert                | SPD                        | 9.730              | 16,5               | 8.985           | 15,2            |
| Werner Kremeier            | GRÜNE                      | 11.256             | 19,1               | 11.997          | 20,3            |
| Gerrit Arens               | DIE LINKE                  | 2.675              | 4,5                | 2.966           | 5,0             |
| René Rock                  | FDP                        | 6.051              | 10,2               | 5.424           | 9,2             |
| Robert Rankl               | AfD                        | 7.611              | 12,9               | 7.946           | 13,4            |
| –                          | PIRATEN                    | –                  | –                  | 270             | 0,5             |
| Jürgen Kraft               | FREIE WÄHLER               | 2.643              | 4,5                | 1.958           | 3,3             |
| –                          | NPD                        | –                  | –                  | 88              | 0,1             |
| –                          | Die PARTEI                 | –                  | –                  | 381             | 0,6             |
| –                          | ödp                        | –                  | –                  | 176             | 0,3             |
| –                          | Die Grauen                 | –                  | –                  | 136             | 0,2             |
| –                          | BüSo                       | –                  | –                  | 14              | 0,0             |
| –                          | AD-Demokraten              | –                  | –                  | 32              | 0,1             |
| –                          | Bündnis C                  | –                  | –                  | 72              | 0,1             |
| –                          | BGE                        | –                  | –                  | 39              | 0,1             |
| –                          | Die Violetten              | –                  | –                  | 68              | 0,1             |
| –                          | LKR                        | –                  | –                  | 18              | 0,0             |
| –                          | Menschliche Welt           | –                  | –                  | 34              | 0,1             |
| –                          | Die Humanisten             | –                  | –                  | 50              | 0,1             |
| –                          | Gesundheitsforschung       | –                  | –                  | 89              | 0,2             |
| –                          | Tierschutzpartei           | –                  | –                  | 690             | 1,2             |
| –                          | V-Partei³                  | –                  | –                  | 78              | 0,1             |

Neben dem direkt gewählten Wahlkreisabgeordneten Frank Lortz (CDU), der den Wahlkreis seit 1982 im Landtag vertritt, wurde der FDP-Kandidat René Rock über die Landesliste seiner Partei gewählt.

## Wahl 2013
| Gegenstand der Nachweisung | Gegenstand der Nachweisung | Wahlkreis- stimmen | Wahlkreis- stimmen | Landes- stimmen | Landes- stimmen |
| Kreiswahlbewerber/in       | Partei                     | Anzahl             | %                  | Anzahl          | %               |
| -------------------------- | -------------------------- | ------------------ | ------------------ | --------------- | --------------- |
| Wahlberechtigte            | Wahlberechtigte            | 83.827             | 100,0              | 83.827          | 100,0           |
| Wähler                     | Wähler                     | 64.971             | 77,5               | 64.971          | 77,5            |
| Ungültige Stimmen          | Ungültige Stimmen          | 1.907              | 2,9                | 1.742           | 2,7             |
| Gültige Stimmen            | Gültige Stimmen            | 63.064             | 100,0              | 63.229          | 100,0           |
| davon                      |                            |                    |                    |                 |                 |
| Frank Lortz                | CDU                        | 30.386             | 48,2               | 27.909          | 44,1            |
| Ralf Kunert                | SPD                        | 17.761             | 28,2               | 16.319          | 25,8            |
| René Rock                  | FDP                        | 2.018              | 3,2                | 3.136           | 5,0             |
| Werner Kremeier            | GRÜNE                      | 5.395              | 8,6                | 6.603           | 10,4            |
| Alexander Lauber           | LINKE                      | 2.348              | 3,7                | 2.553           | 4,0             |
| Alexander Schloss          | FREIE WÄHLER               | 1.200              | 1,9                | 782             | 1,2             |
| –                          | NPD                        | x                  | x                  | 686             | 1,1             |
| –                          | REP                        | x                  | x                  | 269             | 0,4             |
| Christoph Hampe            | PIRATEN                    | 1.373              | 2,2                | 1.356           | 2,1             |
| –                          | BüSo                       | x                  | x                  | 26              | 0,0             |
| –                          | ADd                        | x                  | x                  | 106             | 0,2             |
| –                          | Die Grauen                 | x                  | x                  | 58              | 0,1             |
| Robert Rankl               | AfD                        | 2.583              | 4,1                | 2.909           | 4,6             |
| –                          | AVIP                       | x                  | x                  | 68              | 0,1             |
| –                          | LUPe                       | x                  | x                  | 26              | 0,0             |
| –                          | ÖDP                        | x                  | x                  | 91              | 0,1             |
| –                          | Die PARTEI                 | x                  | x                  | 317             | 0,5             |
| –                          | PSG                        | x                  | x                  | 15              | 0,0             |

Neben Frank Lortz (CDU) als Gewinner des Direktmandats ist aus dem Wahlkreis noch René Rock über die FDP-Landesliste in den Landtag eingezogen.

## Wahl 2009
Wahlkreisergebnis der Landtagswahl in Hessen 2009:
| Gegenstand der Nachweisung | Gegenstand der Nachweisung | Wahlkreis- stimmen | Wahlkreis- stimmen | Landes- stimmen | Landes- stimmen |
| Bewerber                   | Partei                     | Anzahl             | %                  | Anzahl          | %               |
| -------------------------- | -------------------------- | ------------------ | ------------------ | --------------- | --------------- |
| Wahlberechtigte            | Wahlberechtigte            | 83.473             | 100,0              | 83.473          | 100,0           |
| Wähler                     | Wähler                     | 54.109             | 64,8               | 54.109          | 64,8            |
| Ungültige Stimmen          | Ungültige Stimmen          | 2.112              | 3,9                | 1.801           | 3,3             |
| Gültige Stimmen            | Gültige Stimmen            | 51.997             | 100,0              | 52.308          | 100,0           |
| davon                      |                            |                    |                    |                 |                 |
| Frank Lortz                | CDU                        | 24.079             | 46,3               | 21.816          | 41,7            |
| Judith Pauly-Bender        | SPD                        | 12.103             | 23,3               | 9.505           | 18,2            |
| René Rock                  | FDP                        | 7.379              | 14,2               | 9.260           | 17,7            |
| Peter Störk                | GRÜNE                      | 5.967              | 11,5               | 7.437           | 14,2            |
| Per Oldehaver              | LINKE                      | 1.867              | 03,6               | 2.143           | 04,1            |
| –                          | REP                        | –                  | –                  | 286             | 00,5            |
| –                          | FW                         | –                  | –                  | 1.014           | 01,9            |
| Josephine Fröhlich         | NPD                        | 602                | 01,2               | 445             | 00,9            |
| –                          | PIRATEN                    | –                  | –                  | 326             | 00,6            |
| –                          | BüSo                       | –                  | –                  | 76              | 00,1            |

Neben Frank Lortz als Gewinner des Direktmandats sind aus dem Wahlkreis noch Judith Pauly-Bender und René Rock über die Landeslisten in den Landtag eingezogen.

## Wahl 2008
| Gegenstand der Nachweisung | Gegenstand der Nachweisung | Wahlkreis- stimmen | Wahlkreis- stimmen | Landes- stimmen | Landes- stimmen |
| Bewerber                   | Partei                     | Anzahl             | %                  | Anzahl          | %               |
| -------------------------- | -------------------------- | ------------------ | ------------------ | --------------- | --------------- |
| Wahlberechtigte            | Wahlberechtigte            | 83.514             | 100,0              | 83.514          | 100,0           |
| Wähler                     | Wähler                     | 55.669             | 66,7               | 55.669          | 66,7            |
| Ungültige Stimmen          | Ungültige Stimmen          | 1.921              | 3,5                | 1.649           | 3,0             |
| Gültige Stimmen            | Gültige Stimmen            | 53.748             | 100,0              | 54.020          | 100,0           |
| davon                      |                            |                    |                    |                 |                 |
| Frank Lortz                | CDU                        | 23.481             | 43,7               | 22.784          | 42,2            |
| Judith Pauly-Bender        | SPD                        | 17.722             | 33,0               | 16.929          | 31,3            |
| Peter Störk                | GRÜNE                      | 4.230              | 07,9               | 4.130           | 07,6            |
| René Rock                  | FDP                        | 4.742              | 08,8               | 5.554           | 10,3            |
| Gottfried Burischek        | REP                        | 821                | 01,5               | 574             | 01,1            |
| –                          | Tierschutzpartei           | –                  | –                  | 308             | 00,6            |
| –                          | BüSo                       | –                  | –                  | 24              | 0,0             |
| –                          | PSG                        | –                  | –                  | 21              | 0,0             |
| –                          | Volksabstimmung            | –                  | –                  | 73              | 00,1            |
| –                          | GRAUE                      | –                  | –                  | 110             | 00,2            |
| Per Oldehaver              | LINKE                      | 1.505              | 02,8               | 2.059           | 03,8            |
| –                          | Die Violetten              | –                  | –                  | 69              | 00,1            |
| –                          | FAMILIE                    | –                  | –                  | 181             | 00,3            |
| Karl-Heinz Dauth           | FW                         | 880                | 01,6               | 558             | 01,0            |
| Josephine Fröhlich         | NPD                        | 367                | 00,7               | 462             | 00,9            |
| –                          | PIRATEN                    | –                  | –                  | 146             | 00,3            |
| –                          | UB                         | –                  | –                  | 38              | 00,1            |

## Wahl 2003
| Gegenstand der Nachweisung | Gegenstand der Nachweisung | Wahlkreis- stimmen | Wahlkreis- stimmen | Landes- stimmen | Landes- stimmen |
| Bewerber                   | Partei                     | Anzahl             | %                  | Anzahl          | %               |
| -------------------------- | -------------------------- | ------------------ | ------------------ | --------------- | --------------- |
| Wahlberechtigte            | Wahlberechtigte            | 81.957             | 100,0              | 81.957          | 100,0           |
| Wähler                     | Wähler                     | 55.497             | 67,7               | 55.497          | 67,7            |
| Ungültige Stimmen          | Ungültige Stimmen          | 1.624              | 2,9                | 1.213           | 2,2             |
| Gültige Stimmen            | Gültige Stimmen            | 53.873             | 100,0              | 54.284          | 100,0           |
| davon                      |                            |                    |                    |                 |                 |
| Frank Lortz                | CDU                        | 31.946             | 59,3               | 30.789          | 56,7            |
| Judith Pauly-Bender        | SPD                        | 14.600             | 27,1               | 12.849          | 23,7            |
| ?                          | GRÜNE                      | 4.154              | 7,7                | 4.756           | 8,8             |
| ?                          | FDP                        | 3.173              | 5,9                | 3.874           | 7,1             |
| –                          | REP                        | –                  | –                  | 630             | 1,2             |
| –                          | Tierschutzpartei           | –                  | –                  | 377             | 0,7             |
| –                          | DIE FRAUEN                 | –                  | –                  | 177             | 0,3             |
| –                          | PBC                        | –                  | –                  | 84              | 0,2             |
| –                          | DKP                        | –                  | –                  | 79              | 0,1             |
| –                          | ödp                        | –                  | –                  | 59              | 0,1             |
| –                          | BüSo                       | –                  | –                  | 44              | 0,1             |
| –                          | FAG Hessen                 | –                  | –                  | 355             | 0,7             |
| –                          | PSG                        | –                  | –                  | 17              | 0,0             |
| –                          | Schill                     | –                  | –                  | 194             | 0,4             |

## Wahl 1999
| Gegenstand der Nachweisung | Gegenstand der Nachweisung | Wahlkreis- stimmen | Wahlkreis- stimmen | Landes- stimmen | Landes- stimmen |
| Bewerber                   | Partei                     | Anzahl             | %                  | Anzahl          | %               |
| -------------------------- | -------------------------- | ------------------ | ------------------ | --------------- | --------------- |
| Wahlberechtigte            | Wahlberechtigte            | 79.982             | 100,0              | 79.982          | 100,0           |
| Wähler                     | Wähler                     | 54.181             | 67,7               | 54.181          | 67,7            |
| Ungültige Stimmen          | Ungültige Stimmen          | 971                | 1,8                | 814             | 1,5             |
| Gültige Stimmen            | Gültige Stimmen            | 53.210             | 100,0              | 53.367          | 100,0           |
| davon                      |                            |                    |                    |                 |                 |
| Frank Lortz                | CDU                        | 28.439             | 53,4               | 27.463          | 51,5            |
| Judith Pauly-Bender        | SPD                        | 17.990             | 33,8               | 17.890          | 33,5            |
| ?                          | GRÜNE                      | 3.456              | 6,5                | 3.259           | 6,1             |
| ?                          | F.D.P.                     | 1.450              | 2,7                | 2.236           | 4,2             |
| ?                          | REP                        | 1.784              | 3,4                | 1.698           | 3,2             |
| –                          | Die Tierschutzpartei       | –                  | –                  | 248             | 0,5             |
| –                          | DIE FRAUEN                 | –                  | –                  | 123             | 0,2             |
| –                          | PASS                       | –                  | –                  | 24              | 0,1             |
| –                          | DKP                        | –                  | –                  | 37              | 0,1             |
| –                          | BüSo                       | –                  | –                  | 12              | 0,0             |
| –                          | FWG                        | –                  | –                  | 101             | 0,2             |
| –                          | PBC                        | –                  | –                  | 50              | 0,1             |
| –                          | DHP                        | –                  | –                  | 3               | 0,0             |
| –                          | NATURGESETZ                | –                  | –                  | 45              | 0,1             |
| –                          | ödp                        | –                  | –                  | 37              | 0,1             |
| –                          | NPD                        | –                  | –                  | 45              | 0,1             |
| ?                          | BFB-Die Offensive          | 91                 | 0,2                | 96              | 0,2             |

## Wahl 1995
| Gegenstand der Nachweisung | Gegenstand der Nachweisung | Wahlkreis- stimmen | Wahlkreis- stimmen | Landes- stimmen | Landes- stimmen |
| Bewerber                   | Partei                     | Anzahl             | %                  | Anzahl          | %               |
| -------------------------- | -------------------------- | ------------------ | ------------------ | --------------- | --------------- |
| Wahlberechtigte            | Wahlberechtigte            | 78.329             | 100,0              | 78.329          | 100,0           |
| Wähler                     | Wähler                     | 53.259             | 68,0               | 53.259          | 68,0            |
| Ungültige Stimmen          | Ungültige Stimmen          | 1.360              | 2,6                | 1.373           | 2,6             |
| Gültige Stimmen            | Gültige Stimmen            | 51.899             | 100,0              | 51.886          | 100,0           |
| davon                      |                            |                    |                    |                 |                 |
| Judith Pauly-Bender        | SPD                        | 18.288             | 35,2               | 18.877          | 32,5            |
| Frank Lortz                | CDU                        | 25.463             | 49,1               | 23.968          | 46,2            |
| ?                          | GRÜNE                      | 4.932              | 9,5                | 5.762           | 11,1            |
| ?                          | F.D.P.                     | 1.704              | 3,3                | 3.202           | 6,2             |
| –                          | ÖDP                        | –                  | –                  | 121             | 0,2             |
| ?                          | GRAUE                      | 400                | 0,8                | 259             | 0,5             |
| ?                          | REP                        | 1.016              | 2,0                | 983             | 1,9             |
| –                          | Solidarität                | –                  | –                  | 14              | 0,0             |
| –                          | APD                        | –                  | –                  | 152             | 0,3             |
| –                          | DKP                        | –                  | –                  | 35              | 0,1             |
| ?                          | NPD                        | 96                 | 0,2                | 76              | 0,1             |
| –                          | DHP                        | –                  | –                  | 10              | 0,0             |
| –                          | f.NEP                      | –                  | –                  | 45              | 0,1             |
| –                          | NATURGESETZ                | –                  | –                  | 96              | 0,2             |
| –                          | BFB                        | –                  | –                  | 155             | 0,3             |
| –                          | PBC                        | –                  | –                  | 53              | 0,1             |
| –                          | STATT Partei               | –                  | –                  | 78              | 0,2             |

## Wahl 1991
| Gegenstand der Nachweisung | Gegenstand der Nachweisung | Wahlkreis- stimmen | Wahlkreis- stimmen | Landes- stimmen | Landes- stimmen |
| Bewerber                   | Partei                     | Anzahl             | %                  | Anzahl          | %               |
| -------------------------- | -------------------------- | ------------------ | ------------------ | --------------- | --------------- |
| Wahlberechtigte            | Wahlberechtigte            | 77.391             | 100,0              | 77.391          | 100,0           |
| Wähler                     | Wähler                     | 55.561             | 71,8               | 55.561          | 71,8            |
| Ungültige Stimmen          | Ungültige Stimmen          | 1.367              | 2,5                | 1.179           | 2,1             |
| Gültige Stimmen            | Gültige Stimmen            | 54.194             | 100,0              | 54.382          | 100,0           |
| davon                      |                            |                    |                    |                 |                 |
| Frank Lortz                | CDU                        | 27.040             | 49,9               | 25.848          | 47,5            |
| Judith Pauly-Bender        | SPD                        | 19.577             | 36,1               | 18.677          | 34,3            |
| ?                          | GRÜNE                      | 4.108              | 7,6                | 4.941           | 9,1             |
| ?                          | F.D.P.                     | 2.925              | 5,4                | 3.533           | 6,5             |
| –                          | REP                        | –                  | –                  | 821             | 1,5             |
| ?                          | DIE GRAUEN                 | 544                | 1,0                | 334             | 0,6             |
| –                          | ÖDP                        | –                  | –                  | 141             | 0,3             |
| –                          | PBC                        | –                  | –                  | 87              | 0,2             |

## Wahl 1987
|                   | Partei            | Anzahl | %     |
| ----------------- | ----------------- | ------ | ----- |
| Wahlberechtigte   | Wahlberechtigte   | 73.967 | 100,0 |
| Wähler            | Wähler            | 60.094 | 81,2  |
| Ungültige Stimmen | Ungültige Stimmen | 743    | 1,2   |
| Gültige Stimmen   | Gültige Stimmen   | 59.351 | 100,0 |
| davon             |                   |        |       |
| ?                 | SPD               | 20.335 | 34,3  |
| Frank Lortz       | CDU               | 29.071 | 49,0  |
| ?                 | F.D.P.            | 3.694  | 6,2   |
| ?                 | GRÜNE             | 6.110  | 10,3  |
| ?                 | DKP               | 141    | 0,2   |

## Wahl 1983
|                   | Partei            | Anzahl | %     |
| ----------------- | ----------------- | ------ | ----- |
| Wahlberechtigte   | Wahlberechtigte   | 69.718 | 100,0 |
| Wähler            | Wähler            | 59.275 | 85,0  |
| Ungültige Stimmen | Ungültige Stimmen | 602    | 1,0   |
| Gültige Stimmen   | Gültige Stimmen   | 58.673 | 100,0 |
| davon             |                   |        |       |
| Frank Lortz       | CDU               | 27.923 | 47,6  |
| Josef Lach        | SPD               | 23.601 | 40,2  |
| Roland Kern       | GRÜNE             | 3.497  | 6,0   |
| Wolfgang Bieneck  | F.D.P.            | 3.243  | 5,5   |
| Toni Sauer        | DKP               | 95     | 0,2   |
| Elke Freund       | LD                | 176    | 0,3   |
| Helmut Usinger    | DS                | 80     | 0,1   |
| Rainer Apel       | EAP               | 58     | 0,1   |

## Bisherige Abgeordnete
Direkt gewählte Abgeordnete des Wahlkreises Offenbach Land III (bis 1982, Offenbach-Land-Ost) waren:
| Jahr | Direktkandidat | Partei | Erststimmen in % |
| ---- | -------------- | ------ | ---------------- |
| 2023 | Frank Lortz    | CDU    | 39,3             |
| 2018 | Frank Lortz    | CDU    | 32,2             |
| 2013 | Frank Lortz    | CDU    | 48,2             |
| 2009 | Frank Lortz    | CDU    | 46,3             |
| 2008 | Frank Lortz    | CDU    | 43,7             |
| 2003 | Frank Lortz    | CDU    | 59,3             |
| 1999 | Frank Lortz    | CDU    | 53,4             |
| 1995 | Frank Lortz    | CDU    | 49,1             |
| 1991 | Frank Lortz    | CDU    | 49,9             |
| 1987 | Frank Lortz    | CDU    | 49,0             |
| 1983 | Frank Lortz    | CDU    | 47,6             |
| 1982 | Frank Lortz    | CDU    | 50,9             |